# Opactwo benedyktyńskie Pannonhalma
Opactwo benedyktyńskie Pannonhalma (węg. Pannonhalmi Bencés Főapátság, łac. Abbatia Territorialis Sancti Martini in Monte Pannoniae) – kompleks kościelno-klasztorny benedyktynów i najbardziej charakterystyczny punkt orientacyjny miasta Pannonhalma na Węgrzech. Posiada status opactwa terytorialnego.
Opactwo w Pannonhalmie jest najstarszym obiektem sakralnym na Węgrzech. Pracuje w nim ponad 500 osób świeckich, które obsługują znajdujące się na terenie klasztoru instytucje i zapewniają obsługę 60 żyjących tu braci zakonnych. Ponadto na terenie kompleksu mieści się męskie gimnazjum, w którym uczy się 350 chłopców, a także seminarium duchowne przygotowujące przyszłych zakonników do życia według reguły benedyktyńskiej.
Założenie klasztorne i jego otoczenie zostało w 1996 roku wpisane na listę światowego dziedzictwa UNESCO.
W opactwie bierze swój początek szlak św. Marcina z Tours.

## Historia

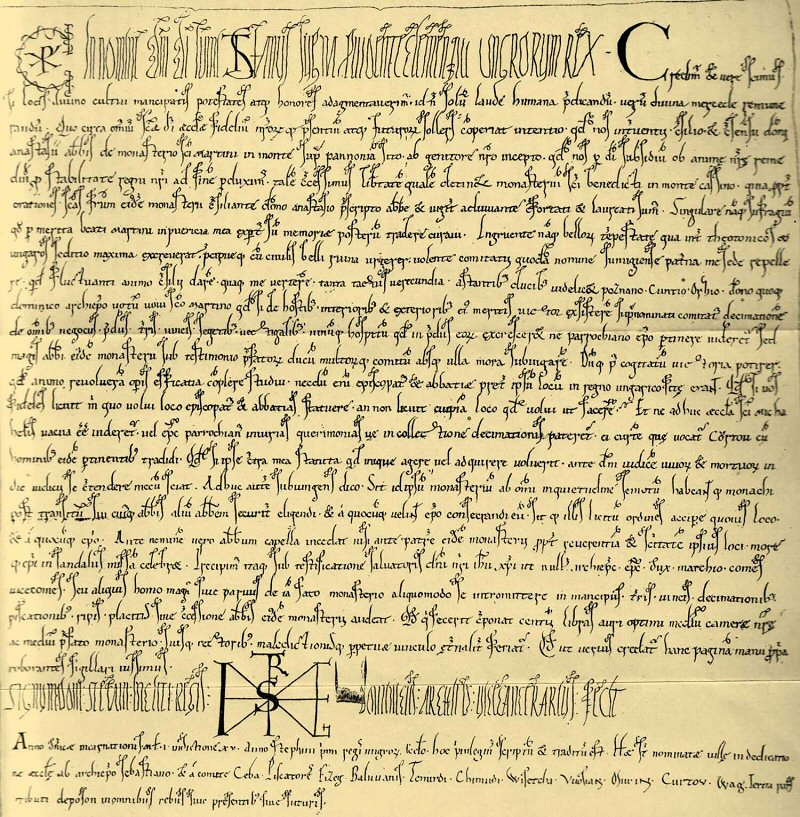
Dokument z 1002 dotyczący konsekracji opactwa

W 996 roku na szczycie Świętej Góry Panonii książę Gejza ufundował pierwszą węgierską wspólnotę zakonną, rozpoczynając od niej proces chrystianizacji plemion węgierskich. Przybyli z Czech na zaproszenie Gejzy mnisi benedyktyńscy zbudowali na mierzącym 275 m wzniesieniu swój klasztor i konsekrowali go w 1002 roku w obecności syna Gejzy, króla Stefana (1000–1038). Góra Panonii jako lokalizacja klasztoru nie została wybrana przypadkowo – zadecydowała symbolika miejsca: według anonimowego kronikarza u jej podnóża miał poić konie wódz plemion węgierskich Arpad wkraczający na czele swojego wojska do Panonii. Poza tym niektórzy mnisi benedyktyńscy przybywający tu z Rzymu mieli przeświadczenie, iż św. Marcin urodził się w pobliżu klasztoru. Pierwszym opatem klasztoru został Anastazy-Astryk; to on był posłem do Rzymu, do papieża Sylwestra II po koronę królewską dla Stefana. Król obdarzył klasztor przywilejami – opat podlegał w sprawach kościelnych bezpośrednio pod kardynała Węgier, nie lokalnego biskupa, natomiast w sprawach sądowych bezpośrednio pod króla, nie lokalnego hrabiego. Król też często gościł w jego murach modląc się razem z zakonnikami o wsparcie św. Marcina w walce z poganami.
W 1472 klasztor przejął król Maciej Korwin i podjął jego zakrojoną na szeroką skalę renowację. Zbudowano wówczas istniejące do dziś krużganki oraz inne budynki o funkcji religijnej; całość założenia ufortyfikowano.
Pod rządami opata Máté Tolnaia (1500–1535) Pannonhalma zdobyła sobie wyjątkową pozycję wśród węgierskich klasztorów benedyktyńskich, a w 1541 roku zyskała status arcyopactwa. Później klasztor został poważnie zniszczony przez pożar i w 1575 w większej części opuszczony. W 1594 został zajęty przez Turków. Mnisi powrócili do klasztoru w 1638. Dopiero później przystąpili do odbudowy uszkodzonych budynków. Za rządów arcyopata Benedeka Sajghó (1722–1768) rozpoczęto przebudowę całego założenia w stylu barokowym.
W 1786 roku zakon benedyktynów został rozwiązany przez cesarza Austrii Józefa II. W 1802 roku klasztor został ponownie otwarty i podjął funkcje edukacyjne, jako główny cel swej działalności.
Na jesieni 1944 roku klasztor znalazł się pod ochroną szwajcarskiego Czerwonego Krzyża stanowiąc schronienie dla prześladowanych Żydów.
Po 1945 roku posiadłości benedyktynów i prowadzone przez nich szkoły zostały przejęte przez państwo komunistyczne. Po 1950 roku rząd zezwolił jednak klasztorom w Győr i w Pannonhalmie na wznowienie działalności prowadzonych przez nich szkół średnich. Cały czas w klasztorze prowadzona była działalność religijna.
Idąc za wskazaniami Soboru Watykańskiego II opactwo w Pannonhalmie zaangażowało się w odnowę liturgiczną. Zespół zakonników przygotował w tym celu węgierskie tłumaczenie tekstów liturgicznych, a następnie przystosował śpiewy i melodie do węgierskich tekstów.
Po upadku komunizmu wspólnota benedyktyńska w Pannonhalmie, oprócz kontynuowania pracy edukacyjnej, angażuje się na rzecz zdefiniowania roli kościoła w zlaicyzowanym społeczeństwie.
Zwiedzanie opactwa jest możliwe wyłącznie z przewodnikiem.

### Papież Jan Paweł II w Pannonhalmie
W dniach 6–7 września 1996 roku podczas obchodów 1000-lecia założenia benedyktyńskiego opactwa w Pannonhalmie jego mury odwiedził papież Jan Paweł II. Było podczas jego 73 podróży apostolskiej, której celem było spotkanie z wiernymi Kościoła katolickiego na Węgrzech i umocnienie ich w wierze.
Papież przewodniczył odprawianym na Świętej Górze Panońskiej „Nieszporom Tysiąclecia”. W przemówieniu wygłoszonym w języku węgierskim papież mówił o bogatej historii miejsca podkreślając rolę benedyktynów w odnowie kulturowej i społecznej całej Europy. Wezwał także współczesnych benedyktynów do zaangażowania się w prace na rzecz zjednoczenia chrześcijan.

## Architektura
Pierwotne założenie z 1002 roku, daty oznaczającej faktyczne narodziny węgierskiego państwa chrześcijańskiego, jest dziś zatarte w architekturze założenia kościelno-klasztornego, które reprezentuje mieszaninę różnych stylów. Pierwsze założenie spłonęło i zostało w 1137 roku odbudowane. Zachowały się z niego fragmenty murów poniżej poziomu posadzki. Istniejący dziś kompleks jest trzecim z kolei, zbudowanym w 1224 roku jako założenie późnoromańskie. W latach 1824–35 do całości dobudowano wysoką na 55 m neoklasycystyczną wieżę, dzieło Jánosa Páckha. Portal główny bazyliki datowany jest na XIII wiek i stanowi zespół łuków uskokowych wykonanych z wapienia i czerwonego marmuru, wspartych na zespołach podwójnych kolumn. Nad drzwiami widnieje fresk pędzla XIX-wiecznego węgierskiego malarza Ferenca Storno, przedstawiający św. Marcina z Tours jako rzymskiego legionistę przed poświęceniem się Bogu i obdarowującego z tej okazji swoim płaszczem pewnego żebraka. Storno udekorował również wnętrze świątyni, w tym romańską i gotycką kryptę – najstarsze zachowane części świątyni.

### Bazylika św. Marcina i krypta
Centrum życia klasztornego stanowi kościół św. Marcina. Jest on miejscem odprawiania mszy świętej i liturgii godzin. Budowę obecnego kościoła w Pannonhalmie, trzeciego w tym miejscu, stanowiącego szczytowe osiągnięcie wczesnego gotyku, rozpoczęto na początku XIII wieku za rządów opata Urosa i konsekrowano ok. 1224 roku.
Pierwszy kościół datowany jest na XI wiek. Jego pozostałości odkryto w podziemiach, po zachodniej stronie dzisiejszej budowli. Z zachowanych murów można wywnioskować, iż pierwszy kościół miał formę bazyliki o rozmiarach porównywalnych z dzisiejszą świątynią, z podwójną kaplicą i podwójną kryptą. Pod ścianą nawy południowej znajdują się fragmenty drugiego kościoła zbudowanego w XII wieku i konsekrowanego w 1137 roku za rządów opata Dávida. W trakcie prac wykopaliskowych odkryto w zakrystii dwa zamurowane wejścia oraz schody prowadzące do grobowców. 
Kościół został rozbudowany za panowania króla Macieja Korwina. Zamknięto wówczas wschodnie zakończenia naw i ukończono kaplicę św. Benedykta. Wyposażenie kościoła uległo całkowitemu zniszczeniu podczas okupacji tureckiej. Po 1720 roku, za rządów opata Benedeka Sajghó, rozpoczęto renowację kościoła. Ostatniej renowacji świątyni podjął się w latach 60. XIX wieku Ferenc Storno. Z tego okresu pochodzą: ołtarz główny, ambona, freski na sklepieniu i witraże w wyższym rzędzie okien. Tematem ikonograficznym tych witraży jest św. Marcin.
Bezpośrednio pod kościołem znajduje się krypta. Kapitele jej kolumn zostały wyrzeźbione w stylu wczesnogotyckim, przywołując surową tradycję cysterską. Sklepienia krypty wspierają się na konsolach wyrzeźbionych w kształcie ludzkich głów. Czerwone drzwi wykonane zostały w stylu romańskim w 1699 roku.

#### Porta Speciosa
W średniowieczu jednym z głównych wejść do kościoła była tzw. Porta Speciosa (ozdobna brama). Portal stanowi wejście do kościoła z krużganków i został zbudowany w XIII wieku. Stanowi on ideowe odwołanie do Niebiańskiego Jeruzalem z Apokalipsy św. Jana, do którego prowadziło 12 bram noszących imiona apostołów i ma stanowić przypomnienie o Niebiańskim Jeruzalem zakonnikom wchodzącym do kościoła na modlitwy. Portal składa się z sześciu par kolumn po każdej stronie, wykonanych z czerwonego marmuru.

### Klasztor

#### Krużganki
W 1472 roku król Maciej Korwin windykował opactwo. To za jego rządów rozpoczęto budowę krużganków w stylu późnogotyckim, zachowanych do dziś. Prace budowlane przypuszczalnie prowadzili rzemieślnicy z królewskiego warsztatu w Wyszehradzie. Ich budowę ukończono prawdopodobnie w 1486 roku, o czym informuje inskrypcja na jednym z narożników.
Niewielki wewnętrzny ogród, otoczony przez krużganki, nosi nazwę Paradisum (Raj) stanowiąc metaforyczne, ziemskie odwołanie do raju biblijnego. W średniowieczu w ogrodzie uprawiano zioła pomagające ciału w przywracaniu mu zupełności i zdrowia, na podobieństwo raju.

#### Biblioteka

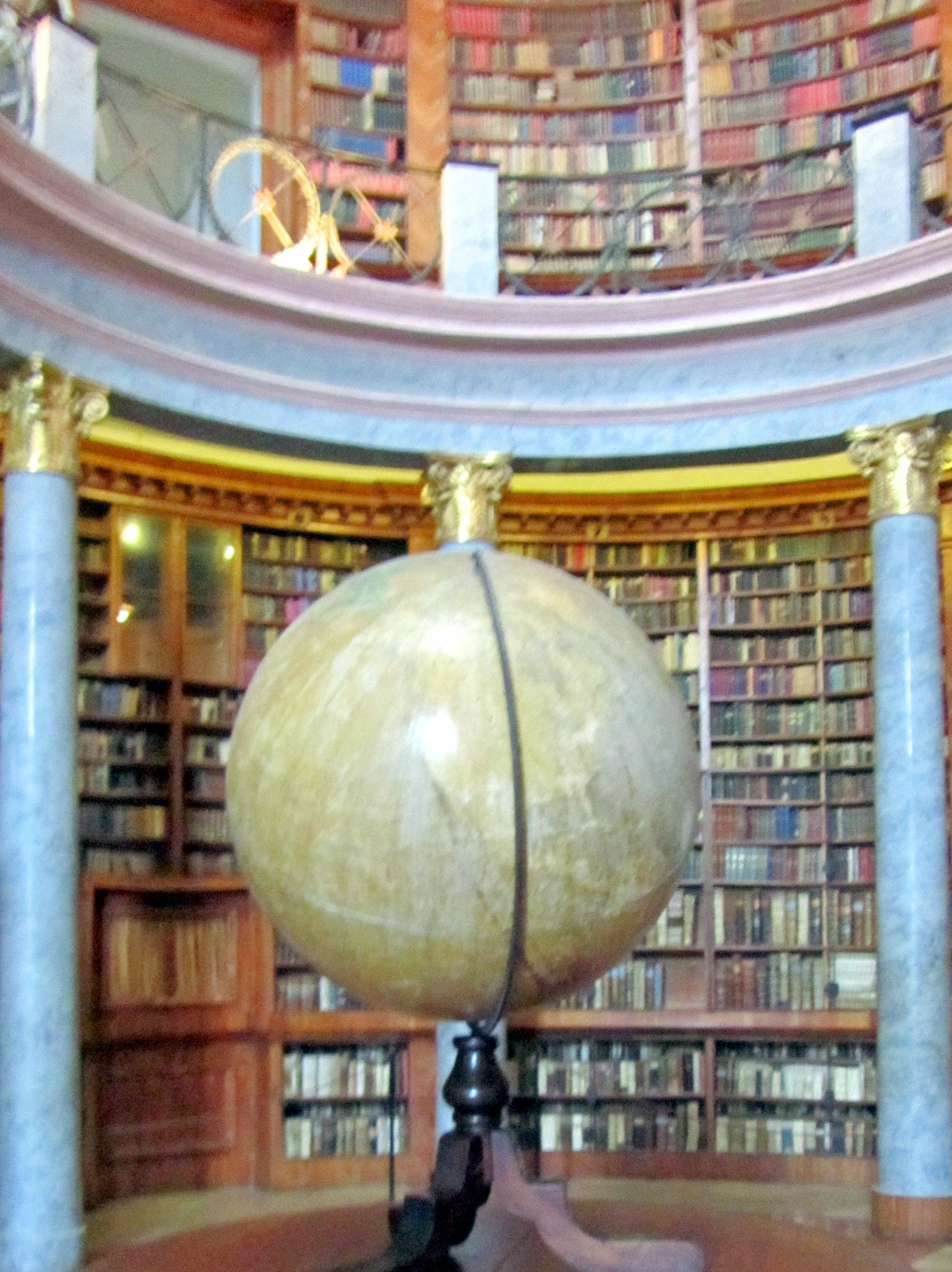
Biblioteka klasztorna – fragment owalnego holu, zbudowanego przez Jánosa Packha

Oprócz wieży i budynku szkoły podstawowej jednym z najbardziej charakterystycznych elementów kompleksu klasztornego jest biblioteka. Choć budowla została ukończona ok. 1830 roku, to jej idea liczy sobie 1500 lat i nawiązuje do myśli św. Benedykta, który kładł tak ogromny nacisk na czytanie w ciągu życia w klasztorze, iż dzięki pracy zakonników zgromadzona została nie tylko literatura wczesnochrześcijańska ale też dzieła cywilizacji grecko-rzymskiej.
Podłużną część budynku biblioteki zaprojektował i zbudował architekt Jószef Ferenc Engel w latach 20. XIX wieku. Budynek ten rozbudował później János Packh dobudowując owalny hol. Wnętrze udekorował Josef Klieber z Wiednia. Na czterech stronach sklepienia holu umieszczone zostały alegorie symbolizujące cztery fakultety średniowiecznego uniwersytetu: Prawo, Teologię, Medycynę i Sztukę. Dziełem Kliebera są również gipsowe posągi królów: św. Stefana (założyciela) i Franciszka I (odnowiciela klasztoru). Malowidło centralne na sklepieniu części podłużnej stanowi wyobrażenie Pallas Ateny (Minerwy). Na krótszych ścianach budynku umieszczono portrety starożytnych filozofów i uczonych a na dłuższych – portrety wybitnych osobistości z historii Węgier.
W końcu XI wieku, w czasie panowania króla Władysława I, jak to zaświadcza jeden z manuskryptów (z ok. 1090), w zbiorach klasztoru w Pannonhalmie znajdowało się 80 woluminów (ok. 200 dzieł). W chwili rozwiązania zgromadzenia zakonnego w 1786 zbiór liczył 4000 woluminów. Po wznowieniu działalności przez klasztor w 1802 do jego biblioteki powróciło jedynie 757 woluminów i 27 manuskryptów. Zbiory zaczęły się jednak szybko powiększać i wówczas podjęto decyzję o zbudowaniu nowej biblioteki. Zbiory nadal się powiększały i obecnie obejmują 400 000 woluminów.
Jeden z manuskryptów, datowany na 1055, ma specjalne znaczenie, ponieważ wśród łacińskich zdań zawiera urywek w języku węgierskim, najstarszy znany zapisany wers w tym języku.

#### Refektarz
Do najcenniejszych artystycznie elementów założenia należy refektarz. Zbudowano go w połowie wschodniego skrzydła. Dwukondygnacyjna budowla w kształcie prostokąta ze sklepieniem zwierciadlanym powstała przypuszczalnie w latach 1725–1730. Malowidła ścienne w technice al secco wykonał w latach 1728–1730 szwajcarski artysta Davide Antonio Fossati.
Malowidła na sklepieniu przedstawiają apoteozę św. Stefana. Tematem malowideł ściennych są sceny biblijne związane tematycznie z jedzeniem: podanie ukrzyżowanemu Chrystusowi gąbki z octem, kuszenie Jezusa na pustyni, Daniel w jaskini lwów, uczta Baltazara, ścięcie św. Jana Chrzciciela i scena z życia św. Benedykta.

### Pomnik milenijny

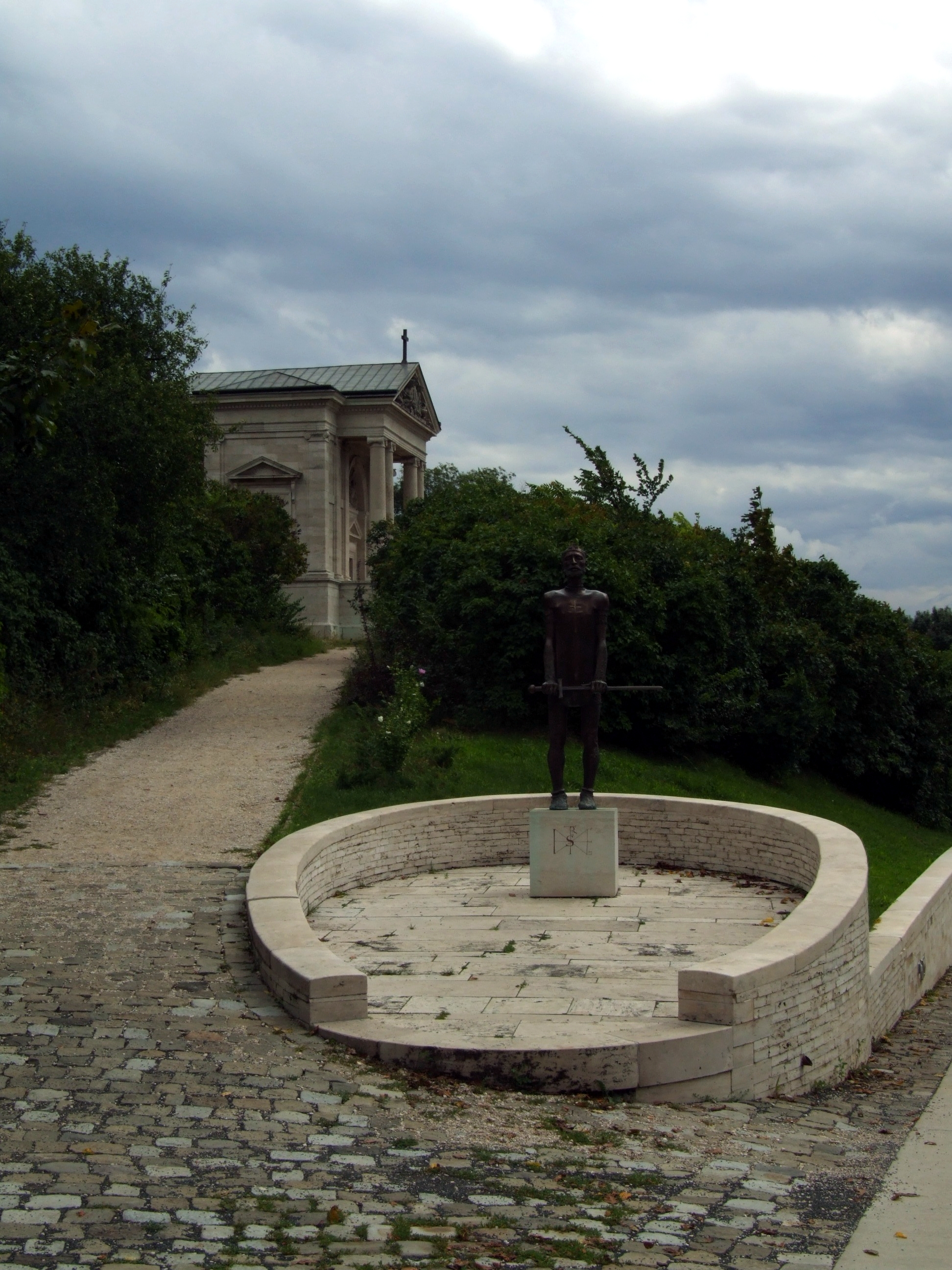
Pomnik króla Stefana I, w tle widoczny pomnik milenijny

Dla upamiętnienia 1000. rocznicy osiedlenia się Węgrów w 896 wzniesiono w 1896 w kotlinie karpackiej siedem pomników symbolizujących siedem plemion węgierskich. Do dziś przetrwał tylko jeden z nich – w Pannohalmie.
Budowla była pierwotnie przekryta 26-metrową, dwupowłokową kopułą zwieńczoną reliefem z brązu w kształcie węgierskiej korony królewskiej. Z powodu zniszczenia zewnętrzna powłoka została w latach 1937–1938 rozebrana i budynek przybrał dzisiejszy wygląd. Wewnątrz jest to okrągłe pomieszczenie z dwoma oknami, przekryte niską kopułą (dawna kopuła wewnętrzna). Niedokończony fresk na ścianie wschodniej namalowany w 1938 przez Vilmosa Aba Nováka przedstawia alegorię powstania państwa węgierskiego.

### Kaplica Najświętszej Marii Panny
Budowa kaplicy pod wezwaniem Najświętszej Marii Panny rozpoczęła się w 1714. Pierwotnie było to miejsce modlitwy dla ludności napływowej, mieszkającej w pobliżu opactwa. Kaplica była w 1865 poddana renowacji. Wewnątrz niej znajdują się 3 barokowe ołtarze i niewielkie XVIII-wieczne organy. Krypta pod kaplicą była wykorzystywana na przestrzeni dziejów jako miejsce pochówku zakonników. 

### Arboretum

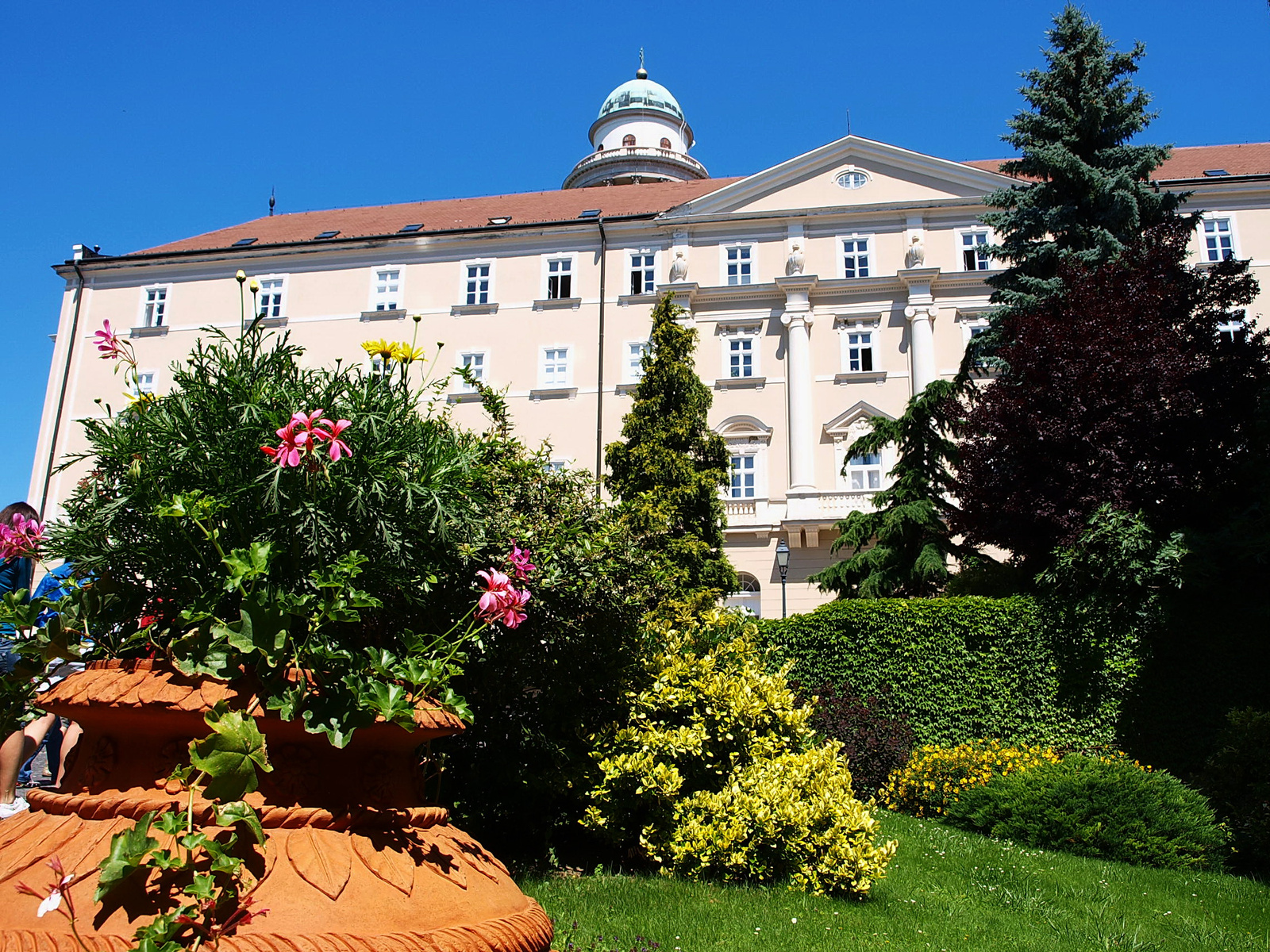
Fragment arboretum

Zakonnicy w średniowieczu uprawiali i zbierali zioła dla leczenia chorych. Podobnie było w klasztorze w Pannonhalmie. W 1830 w sąsiedztwie opactwa założono arboretum składające się z 80 drzew i krzewów. Obecny swój kształt arboretum zawdzięcza projektowi Fábiána Szedera z lat 40. XIX wieku.
Obejmuje ono dzisiaj kilkaset gatunków drzew i krzewów, z których wiele to rzadkie na terenie Węgier okazy przyrodnicze. Arboretum służy dziś rekreacji i wypoczynkowi ale jest też miejscem edukacji i badań naukowych, tym bardziej że zamieszkuje je liczna populacja ptaków.

## Zbiory
Stare klasztory stały się z biegiem czasu swego rodzaju muzeami, jako że zakonnicy gromadzili drogocenne naczynia liturgiczne uważając liturgię za najcenniejszą część ich życia zakonnego. Powiększające się zbiory potrzebowały miejsca do ich przechowywania i ekspozycji.
Wraz z budową biblioteki (1824) część pomieszczeń przylegających do holu głównego przeznaczono na zbiory, które obejmowały: malarstwo, grafikę, monety, antyki, herbarium, minerały, kolekcje drzew i ziaren, wypchanych ptaków i kamieni szlachetnych. 
Zbiory klasztorne w Pannonhalmie należą do najcenniejszych na terenie Węgier.

## Lista opatów[19]
- Anastazy (wzmiankowany 1002)
- Rasia (wzmiankowany 1015)
- Mór (?–1036)
- Péter 1091–1103
- Deda 1124–1131
- Dávid 1131–1150
- Rafael 1151–1175
- Rajnald 1175–1180
- Simili 1180–1189
- Péter 1189–1192
- Balázs 1192–1198
- János 1198–1201
- Uros 1207–1241
- Salamon 1249–1252
- Favus 1252–1262
- Bonifác 1263
- Herman 1288–1300
- Miklós I. 1300–1306
- Imre (Henrik) 1306–1307
- Jakab 1307–1308
- János 1308–1309
- László 1309–1311
- Miklós II. 1312–1318
- Miklós III. 1319–1333
- Vilmos Hammer 1333–1354
- Szigfrid 1355–1365
- László Czudar 1365–1372
- Domonkos 1372–1377
- Władysław Biały (Piaszt Ulászló), opat komendatoryjny 1377–1379
- István 1380–1398
- Miklós Marczali Dózsa opat komendatoryjny 1399–1404
- János Albeni 1404–1406
- Konrád Óvári 1406–1408
- János Kropidló opat komendatoryjny 1408–1421
- Miklós Dobói 1422–1438
- László Héderváry opat komendatoryjny 1439–1447
- Tamás Döbrentei opat komendatoryjny 1447–1467
- János Vitéz opat komendatoryjny 1467–1472
- Maciej Korwin opat komendatoryjny 1472–1490
- Tamás Bakócz opat komendatoryjny 1490–1492
- Władysław II Jagiellończyk opat komendatoryjny 1493–1500
- Máté Tolnai 1500–1535
- Mihály Győry 1535–1542
- Ferenc Nyáry Bedegi 1543–1547
- János Csanády 1548–1556
- László Martonfalvi 1556–1562
- Péter Bocsi Thorday 1563–1566
- István Fejérkövy komtur 1567–1593
- Mátyás Pálffy 1638–1646
- Placid Magger 1647–1667
- Placid Lendvay 1689–1699
- Egyed Karner 1699–1708
- Benedek Sajghó 1722–1768
- Sámuel Vajda 1768–1795
- Dániel Somogyi 1795–1801
- Mór Czinár 1829–1841
- Mihály Rimely 1842–1865
- Krizosztom Kruesz 1865–1885
- Lipót Fehér 1892–1910
- Tibor Hajdu 1910–1918
- Remig Bárdos 1920–1932
- Krizosztom Kelemen 1933–1950
- Pál Sárközy 1951–1957
- Norbert Béla Legányi 1957–1969
- András József Szennay 1973–1991
- Asztrik Várszegi 1991–2018
- Cirill Hortobágyi od 2018

## Gimnazjum
W 1939 rozpoczęto budowę szkoły przy klasztorze. Premier Węgier Pál Teleki i opat Krizosztom Kelemen zamierzali otworzyć gimnazjum, w którym miano nauczać przede wszystkim języka włoskiego i kultury. Przy szkole utworzono internat. Uczniowie, którzy chodzili do tej samej klasy, korzystali z tego samego dormitorium i mieszkali w tych samych pokojach.
W czerwcu 1948 szkołę przejęło państwo a korytarze prowadzące do klasztoru zamurowano. W 1950 szkołę ponownie otwarto jako gimnazjum. W czasach komunizmu była to jedna z ośmiu katolickich szkół średnich na Węgrzech.